# تراندولابريل
تراندولابريل (Trandolapril) خافض ضغط مثبط أنزيم ACE المحول للأنجيوتنسين. يعمل هذا الدواء على خفض ضَغط الدَّم. يُعطى الدَّواءُ في البداية بمقدار 1 ملغ/اليوم، وتُعاير الجرعةُ وُصولاً إلى 4 ملغ/اليوم؛ فإذا لم يَتَحمَّل المريضُ هذه الجرعَة، يمكن الاستِمرارُ بأقصى جرعة يمكن أن يتحمَّلَها المريض.• يمكن تناولُ هذا الدَّواء على مَعدةٍ فارغة أو بعدَ تَناوُل الطَّعام، ولكن يُفضَّل تناولُه بعدَ الطَّعام إذا كان يتسبَّب في تَهيُّج أو اضطراب المعدة. يجب اتِّباعُ نظامٍ غذائي وبرنامج للتَّمرينات الرياضيَّة، وذلك حَسب تَوصيات مُقدِّم الرِّعاية الصحِّية.

## الاستطباب
- يمكن استخدامه وحده في علاج ارتفاع ضغط الدم.
- يمكن تعزيز تأثيره الخافض للضغط من خلال إضافة دواء مدر للبول، مثل هيدروكلورثيازيد، أو الأدوية الخافضة للضغط أخرى.[8]
- يستخدم أيضاً لعلاج قصور القلب الاحتقاني.
- استخدام التراندولابريل بعد الإصابة بأزمة قلبية يقلل من خطر الوفاة والاستشفاء المتعلقة بقصور في القلب.

## آلية التأثير
يعمل عن طريق تثبيط تنافسي للإنزيم المحول للأنجيوتنسين (ACE)، من النوع الأوَّل إلى النَّوع الثاني" من خلال تثبيط مستقبلاته. وهو إنزيم أساسي في نظام الرينين أنجيوتنسين، يلعب دورا هاما في تنظيم ضغط الدم.
والأنجيوتنسين الثانِي هو هرمونٌ يُسبِّب تضيُّقَ الأوعية الدموية المحيطيَّة، ويحفِّزُ إنتاجَ هرمونٍ آخر يُسمى الألدوستيرون، والذي بدوره يجعل الجسم يحتفظ بالماء والأملاح عن طريق الكُلى، ممَّا يزيد من حجم السوائل في الأوعية الدموية.
يَقومُ التراندولابريل بتَثبيط إنتاج الأنجيوتنسين الثانِي كما أسلفنا، وبذلك يسمح للأوعية الدموية المحيطيَّة بالاتساع، ممَّا يعني أنَّ هناك مساحة أكبر وأقل مقاومة في هذه الأوعية الدَّموية، وهذا ما يقلِّلُ من الضغط داخل الأوعية الدمويَّة.

## الآثار الجانبية
غثيان، إقياء، إسهال، صداع، سعال جاف، دوخة أو الدوار عند الجلوس أو الوقوف، نقص ضغط الدم أو التعب. أو تَشوُّش أو تغيُّم الرؤية، أو تغيُّر في طريقة التفكير. لذلك، يجب تجنُّبُ القيادة، وتَجنُّب القيام بالمهام والأنشطة التي تحتاج إلى يقظة ورؤية واضحة حتَّى يظهر مدى تأثير هذا الدواء في المريض.

## الجرعة
- الجرعة الموصى بها بدءً لعلاج ارتفاع ضغط الدم في المرضى الذين لا يستخدمون مدر للبول: 1 ملغ مرة واحدة/يوم، ويمكن زيادة الجرعات على فترات أسبوعية.
- معظم المرضى يحتاجون إلى 2-4 ملغ يوميا، وليس هناك فائدة إضافية من جرعات أكبر من 8 ملغ يومياً.
- ينبغي على المرضى الذين ييستخدمون مدر للبول تبدأ عند 0.5 ملغ/يوم إذا لم يُمكن إيقاف مدر البول قبل 2 إلى 3 أيام من بدء المعالجى بالتراندولابريل.
- لفشل القلب الجرعة البدئية 1 ملغ مرة واحدة/يوم.
- ينبغي زيادة الجرعة إلى 4 ملغ مرة واحدة/يوم أو أكبر جرعة تحمل للدواء.

## الاحتياطات وموانع الاستعمال
إذا كان لدى المريض تَحَسُّسٌ تجاه التراندولابريل أو أيِّ مُكَوِّن آخر من هذا الدَّواء. يجب إِطلاعُ مُقدِّم الرِّعاية الصحِّية إذا كان لدى المريض تَحَسُّسٌ لأيِّ دَواءٍ آخر. يجب الإبلاغُ عن التَّحسُّس الذي أصاب المريضَ والكيفيَّة التي أثَّر بها فيه. ويتضمَّن ذلك الكشفَ عن وجود طفح أو بثور أو حكَّة جلديَّة أو ضيق في التنفُّس أو صَفير عندَ الشَّهيق أو سُعال أو تَورُّم الوجه أو الشَّفتين أو اللِّسان أو الحَلق، أو أيَّة أعراض أخرى مُصاحبَة لاِستِعمال الدَّواء.

### الحمل
- يمكن أن يسبب هذا الدواء تشوهات خلقية وقد يؤدي إلى موت الجنين.
- أكبر خطر على الجنين خلال الثلث الثاني والثالث من الحمل.
- يجب إيقاف المعالجة فوراً عند الحمل.

### الإرضاع
لا ينبغي إعطائه للأمهات المرضعات.

## التداخلات الدوائية
- على الرغم من أن الجمع بين مثبطات ACE ومدرات البول هو مفيد عموماً، لكن يمكن أن يمكن أن تتفاعل مثبطات ACE الأخرى مع مدرات البول مما قد يتسبب في انخفاض مفرط في ضغط الدم، ويسبب أعراض ضعف، دوخة، ودوار. هذا أكثر احتمالاً في الحدوث عندما يتم أخذ مثبطات ACE مع مدرات البول.
- عند جمع التراندولابريل مع مكملات البوتاسيوم، والبوتاسيوم التي تحتوي على بدائل ملحية، أو المدرات الحافظة للبوتاسيوم مثل الأميلوريد، سبيرونولاكتون(Aldactone)، وتريامتيرين، قد تؤدي إلى ارتفاع خطير في مستويات بوتاسيوم الدم.

من المستحسن ألا يؤخذ التراندولابريل في نفس الوقت مع الألمنيوم أو مضادات الحموضة المعتمدة على المغنيزيوم، مثل ميلانتا أو مالوكس، مضادات الحموضة هذه ترتبط مع التراندولابريل في الأمعاء وتقلل امتصاصه في الجسم. لذلك يجب تناول جرعات مضادات الحموضة قبل ساعتين على الأقل من أخذ التراندولابريل.

## الحفظ والتخزين
يجب تخزين أقراص الدواء في درجة حرارة الغرفة، 15-30 مئوية (59-86 فهرنهايت).